# Cornes (Portugal)
Cornes ist eine Gemeinde im Norden Portugals.
Cornes gehört zum Kreis Vila Nova de Cerveira im Distrikt Viana do Castelo, besitzt eine Fläche von 6,2 km² und hat 489 Einwohner (Stand 19. April 2021).